# Clepticus brasiliensis
Clepticus brasiliensis es una especie de peces de la familia Labridae en el orden de los Perciformes.

## Distribución geográfica
Es un endemismo del sureste del Brasil.